# Loi fédérale suisse sur l'égalité entre femmes et hommes
Lire en ligne

Fedlex

La loi fédérale suisse sur l’égalité entre femmes et hommes (LEg) est une loi suisse entrée en vigueur le 1er juillet 1996. La loi sur l’égalité interdit en particulier toute forme de discrimination entre femmes et hommes dans les rapports de travail.

## Principales règles
L’interdiction de discriminer à raison du sexe s’applique notamment à l’embauche, à l’attribution des tâches, à l’aménagement des conditions de travail, à la rémunération, à la formation et au perfectionnement professionnel, à la promotion et à la résiliation des rapports de travail.
L’article 3 est l’élément fondamental de la loi : « Il est interdit de discriminer les travailleurs à raison du sexe, soit directement, soit indirectement, notamment en se fondant sur leur état civil ou leur situation familiale ou, s’agissant de femmes, leur grossesse. » La discrimination indirecte et la discrimination directe ne sont à cet égard pas définies de façon plus détaillée dans la loi. « Les mesures appropriées visant à promouvoir dans les faits l’égalité entre femmes et hommes » ne constituent en aucun cas une discrimination (art. 3, al. 3).
Le harcèlement sexuel sur le lieu de travail, assimilé à un comportement discriminatoire, est également interdit (art. 4).
L’art. 5 définit les droits des personnes concernées. Elles peuvent notamment prétendre au versement d’une indemnité et, selon cas, introduire une action en dommages-intérêts et en réparation du tort moral. L’indemnité est fixée sur la base du salaire moyen suisse et en tenant compte des circonstances. Elle n’excède pas trois à six mois de salaire. Les travailleuses et travailleurs peuvent requérir l’autorité compétente de constater l’existence de la discrimination, de la faire cesser et de l’interdire ainsi que d’ordonner le versement du salaire dû (avec effet rétroactif jusqu’à cinq ans). 
Afin de faciliter la tâche aux personnes lésées, la loi prévoit dans des domaines importants l’allégement du fardeau de la preuve : « l’existence d’une discrimination est présumée pour autant que la personne qui s’en prévaut la rende vraisemblable » (art. 6). L’allégement du fardeau de la preuve n’est pas applicable dans les cas de harcèlement sexuel ou de discrimination à l’embauche. 
La loi vise également à faciliter l’application des droits légitimes existants en conférant la qualité pour agir à des organisations. Ce qui signifie que les « organisations qui sont constituées depuis deux ans au moins et qui ont pour tâche, en vertu de leurs statuts, de promouvoir l’égalité entre femmes et hommes ou de défendre les intérêts des travailleurs » peuvent, à certaines conditions, ouvrir une procédure ou introduire action sans que les personnes discriminées doivent s’exposer (art. 7).
Les travailleurs qui déposent plainte en vertu de la loi sur l’égalité sont protégés contre les menaces de résiliation du contrat de travail, et ce dès le début de la procédure (interne ou externe à l’entreprise) et durant les six mois qui suivent sa clôture (art. 9 et 10).
Les procédures de droit civil sont traitées dans d’autres articles de la loi. Elle prévoit la possibilité d’ouvrir une procédure de conciliation à l’échelon cantonal. Les offices de conciliation « ont pour tâche de conseiller les parties et de les aider à trouver un accord » (art. 11, al. 1). La procédure est gratuite.
Des organisations publiques ou privées qui mettent sur pied des programmes d’encouragement visant à promouvoir l’égalité entre femmes et hommes dans la vie professionnelle peuvent solliciter une aide financière (art. 14). En outre, la loi entérine la création du Bureau fédéral de l’égalité entre femmes et hommes (BFEG) et définit ses tâches (art. 16).

## Modification de 2018
En 2017, le Conseil fédéral propose de soumettre les entreprises de plus de 50 employés à un contrôle des écarts de salaires entre hommes et femmes. Le PDC, par la voix de Konrad Graber, s'y oppose, arguant qu'un tel contrôle aboutirait à une bureaucratisation du problème, et propose avec succès un renvoi en commission, face à  Géraldine Savary du Parti socialiste, qui plaide que le volontarisme n'a pas porté ses fruits, avec des parts inexpliquées de différences salariales toujours présentes. 
Pendant les discussions en commission qui s'ensuivent, le PLR et l'UDC, opposés au projet, tentent de faire obstacle à la publication obligatoire des résultats sur l'égalité. L'accord se fait finalement le 14 décembre 2018 sur une base minimaliste, qualifiée de « placebo » par la socialiste Anita Fetz,  de « cancer que l'on soigne avec une aspirine » par le libéral-radical Raphaël Comte : seules sont soumises à l'obligation de publication les entreprises de plus de 100 salariés, à l'exclusion de celles ayant déjà démontré le respect de l'égalité par le passé ; les postes en apprentissage sont exclus du périmètre déclaratif, et les mesures ne sont pas contraignantes, aucune sanction n'étant prévue en cas de non-respect de la publication. 
Le renvoi en commission est l'une des raisons ayant conduit à la grève féministe et des femmes* de 2019. 

## Aides financières

### Aides financières pour des projets généraux de promotion et des services de consultation
Les syndicats, associations professionnelles, organisations féminines et organisations masculines, organisations de migrantes et migrants, institutions de formation, unités administratives cantonales et autres groupes d’intérêt sont autorisés à solliciter une aide financière. Les domaines d’encouragement sont les suivants : égalité entre femmes et hommes sur le lieu de travail, conditions cadres favorables aux familles dans la vie professionnelle, égalité des chances dans le parcours professionnel. Les requêtes peuvent être présentées une fois par an jusqu’à une date déterminée. Depuis 1996, des centaines de projets ont bénéficié d’un tel soutien. 
Les aides financières sont également allouées à des services de consultation pour femmes et hommes traitant de questions d’égalité dans la vie professionnelle. Le crédit mis à disposition étant limité, il a été décidé en 2007 de ne plus accorder jusqu’à nouvel avis de soutien aux nouveaux services de consultation. En novembre 2011, 12 services de consultation répartis dans toute la Suisse reçoivent une aide financière à intervalles réguliers.

### Aides financières pour des projets d’entreprises
Cette section ne s'appuie pas, ou pas assez, sur des sources secondaires ou tertiaires indépendantes du sujet.

Pour l'améliorer, ajoutez-en, ou placez des modèles {{Source secondaire souhaitée}} ou {{Source secondaire nécessaire}} sur les passages mal sourcés. (novembre 2022)
Le rapport relatif à l’« évaluation de l’efficacité de la loi sur l’égalité », publié en 2006 par l’Office fédéral de la justice, conclut à la nécessité de mettre en place des mesures d’incitation pour les entreprises, afin qu’elles s’engagent à promouvoir la réalisation de l’égalité de fait. La majorité des entreprises n’avaient jusque-là guère pris de mesures en faveur de l’égalité. Depuis 2009, elles peuvent bénéficier d’un soutien direct.
Toutes les entreprises privées ou publiques ayant leur siège en Suisse, en particulier les petites et moyennes entreprises (PME), et déterminées à promouvoir à l’interne l’égalité des chances entre les sexes peuvent solliciter une aide financière. Les projets soutenus doivent concerner le domaine des ressources humaines. Exemples : analyse de la situation en matière d’égalité des chances entre hommes et femmes, mesures visant à développer les compétences genre des responsables hiérarchiques et des collaboratrices et collaborateurs, mise en place de structures et d’outils destinés à promouvoir l’égalité des chances, introduction pour les femmes et les hommes de conditions cadres favorables à la famille, égalité salariale (salaire égal pour un travail de valeur égale), prévention du harcèlement sexuel et égalité des chances lors du recrutement de personnel, développement du personnel et gestion du personnel. Les entreprises peuvent soumettre leurs projets à n’importe quel moment de l’année. Les rapports finaux concernant les projets sont publiés sur le site Internet du BFEG.

## Historique
En 1930, après un intense combat en faveur des « prud'femmes », les femmes du canton de Genève, deviennent électrices et éligibles aux tribunaux de prud’hommes. 
En 1935, la loi instituant une chambre pénale de l’enfance prévoit que l’un des deux juges assesseurs faisant partie de cette chambre peut être une femme.